# La Gotellera
La Gotellera és una muntanya de 1.004 metres que es troba entre el municipi de la Sénia, a la comarca del Montsià i el de la Pobla de Benifassà als Ports.